# Olympische Winterspiele 1984/Teilnehmer (Mexiko)
| Gelbes Symbol für Goldmedaillen mit stilisierten Olympischen Ringen | Graues Symbol für Silbermedaillen mit stilisierten Olympischen Ringen | Braundes Symbol für Bronzemedaillen mit stilisierten Olympischen Ringen |
| ------------------------------------------------------------------- | --------------------------------------------------------------------- | ----------------------------------------------------------------------- |
| —                                                                   | —                                                                     | —                                                                       |

Mexiko nahm an den Olympischen Winterspielen 1984 in Sarajevo mit einer Delegation von einem männlichen Athleten teil.

## Teilnehmer nach Sportarten

### Ski Alpin
Herren:
- Hubertus von Hohenlohe
Abfahrt: 38. Platz
Riesenslalom: 48. Platz
Slalom: 26. Platz